# Santa Cristina e Bissone
Santa Cristina e Bissone (lombardul: Santa Cristina) település Olaszországban, Lombardia régióban, Pavia megyében. Lakosainak száma 1845 fő (2023. január 1.). Santa Cristina e Bissone Badia Pavese, Chignolo Po, Corteolona e Genzone, Costa de’ Nobili, Miradolo Terme, Pieve Porto Morone és Inverno e Monteleone községekkel határos.

## Népesség
A település lakossága az elmúlt években az alábbi módon változott:
| Lakosok száma | 2006 | 1951 | 1845 |
|               | 2017 | 2018 | 2023 |